# Heraclea Sintica
Heraclea Sintica – starożytne miasto, stanowisko archeologiczne w południowo-zachodniej Bułgarii.
Heraclea Sintica znajdowała się przy szlaku handlowym w dolinie rzeki Struma, co czyniło ją ważnym ośrodkiem wymiany kulturowej i gospodarczej w regionie. Lokalizacja ośrodka miejskiego pozostawała nieznana, mimo licznych wzmiankowań w źródłach. Miejsce zlokalizowano w 2002 roku dzięki znalezionej dużej łacińskiej inskrypcji datowanej na 308 rok, zawierającej treść listu wysłanego przez cesarzy Galeriusza i Maksymina daję do mieszkańców miasta. Prace wykopaliskowe rozpoczęto w 2007 roku pod kierunkiem archeologa Ljudmila Vagalinskiego. Dzięki badaniom ustalono, że miasto uległo zniszczeniu w wyniku trzęsienia ziemi w 388 roku, całkowicie opustoszało ok. roku 500. Heraclea Sintica leżała u podnóża wygasłego wulkanu Kozhuh Planina, na południowy zachód od obecnego Petricza. Powstała prawdopodobnie w IV wieku p.n.e., za panowania Filipa II Macedońskiego, na terenie Macedonii Piryn.
W lipcu 2024 roku archeolodzy natrafili na wyjątkowo dobrze zachowaną prawie dwumetrową marmurową statuę Hermesa spoczywającą w rzymskim systemie kanalizacyjnym. Podczas kampanii wykopaliskowej w 2025 roku na zachodniej nekropolii pozyskano marmurowy relief portretowy z okresu późnorzymskiego. Znaleziono także figurkę celtyckiej bogini Epony. Świadectwem rytuałów pogrzebowych z okresu hellenistycznego jest grób z glinianymi naczyniami z II–I w. p.n.e.
Wśród szczątków sześciu mężczyzn zasypanych przy forum podczas trzęsienia ziemi odkryto osobę z zespołem Aperta, co rzuca nowe światło na opiekę nad osobami z niepełnosprawnościami w starożytności.